# نوت

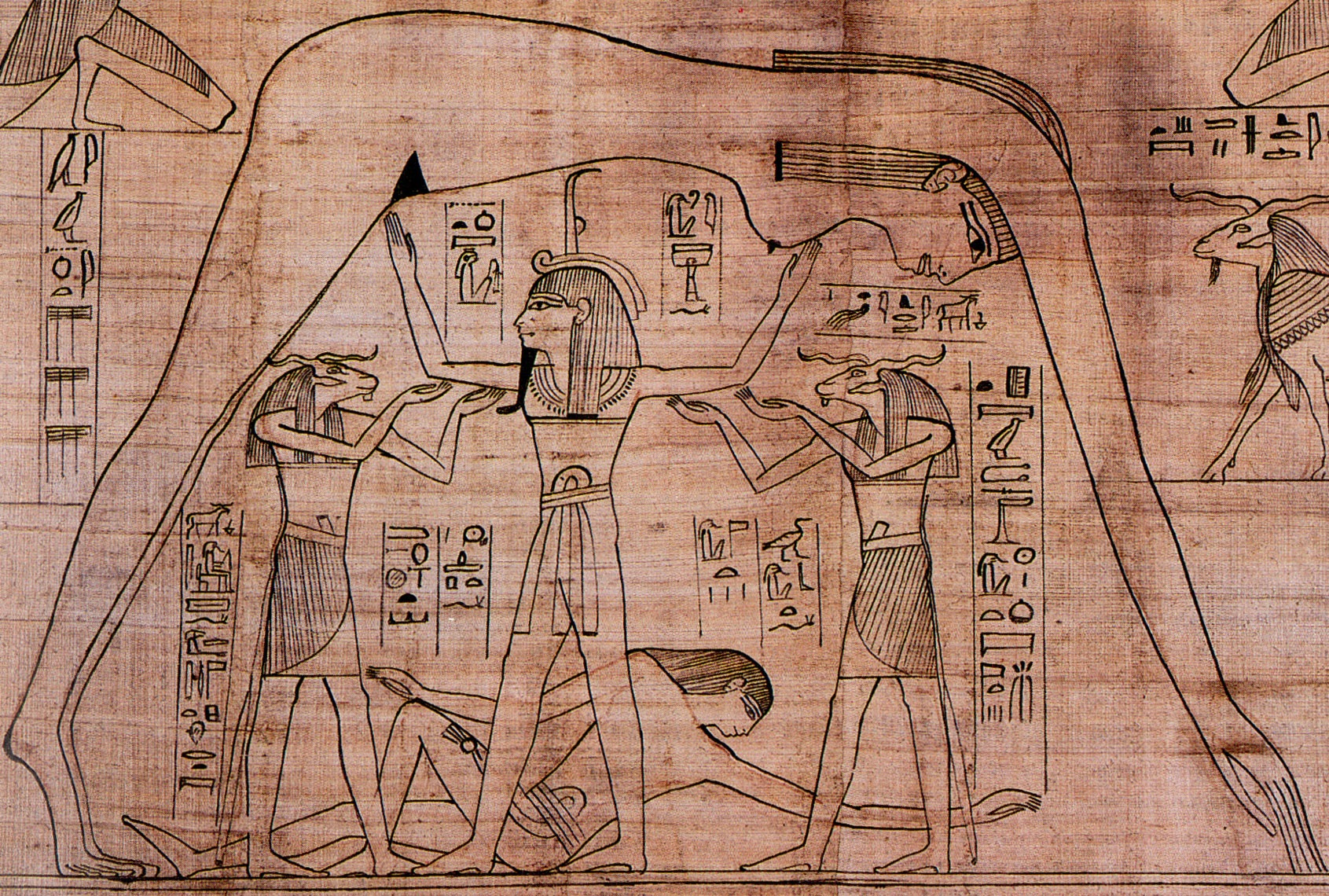
الإلهة نوت، إلهة السماء يرفعها شو إله الهواء بينما يستلقي جب إله الأرض أسفل منها.

 نوت  باللغة المصرية القديمة (بالإنجليزية: Nut)‏ هي إلهة السماء في الديانة المصرية القديمة، كانت تلقب ملكة السماء، وتُرسم عادة مرصعة بالنجوم. وطبقا للمعتقدات الدينية عند قدماء المصريين أنها أخت جب، إله الأرض، وابوهما شو إله الهواء وأمهم تفنوت إلهة الرطوبة (أو إلهة النار كما يفسرها بعض المؤرخين).

## اسمها بالهيروغليفية
الاسم معناه «السماء» وتمثل برمز السماء:
| N1 |

أو بالكتابة الهيروغليفية:
| W24 · X1 · N1 |

نطق الاسم:
nwt
أو مع إضافة المخصص:
| W24 · X1 · N1 | A40 |

## الأسطورة المصرية القديمة
الإلهة نوت هي إحدى ألهة المصريين القدماء الرئيسية المتعلقة بالخلق وهي من ضمن ما يسمى «تاسوع هليوبوليس» أي التسعة آلهة المتعلقين بعملية خلق الدنيا وكانوا يعبدوا في هليوبوليس (عين شمس حاليا). وطبقا لأسطورة الخلق هذه أن نوت هي أبنة شو إله الهواء، وأمها تفنوت إلهة الرطوبة والمطر، وهي تعتبر حفيدة لإله الشمس أتوم. وقد تزوجت نوت من أخيها جب إله الأرض، وأنجبا أربعة أبناء، ذكرين وأنثتين وهم: أوزيريس وست وإيزيس ونيفتيس.
وطبقا للأسطورة الدينية لقدماء المصريين أن نوت تسمى أحيانا «أم حورس» حيث أن أمه المباشرة إيزيس كانت قد حملته وهي في بطن أمها نوت حيث أخصبها أوزيريس. ويُذكر في مخطوطة تسمى «كتاب نوت» أن نوت هي والدة رع (الشمس) وزوجها أوزوريس.
| من مخطوطة سيتي (سيتوس) |
| --- |
| صاحب الجلالة رع أنجبته تلك الإلهة عند الأفق الشرقي. ولهذا يظهر على الأرض، يشرق ويولد من جديد. فيفتح رع فخذي أمه «نوت» (كل صباح) ويبتعد عنها ويظهر في السماء. وبذلك يظهر رع على الأرض كما ولد أول مرة. فهو يفتح «كيس الجنين» ويسبح في أشعته الحمراء. وينظف نفسه بين ذراعي أوزيريس أبيه. وبذلك يعيش أوزيريس أيضا بعدما جاءه رع. وبذلك يظهر شفق الصباح. وهو فعّال بين ذراعي أبيه أوزيريس في الشرق. ويكبر قدره عندما يرتفع في السماء. |

## إلهة السماء

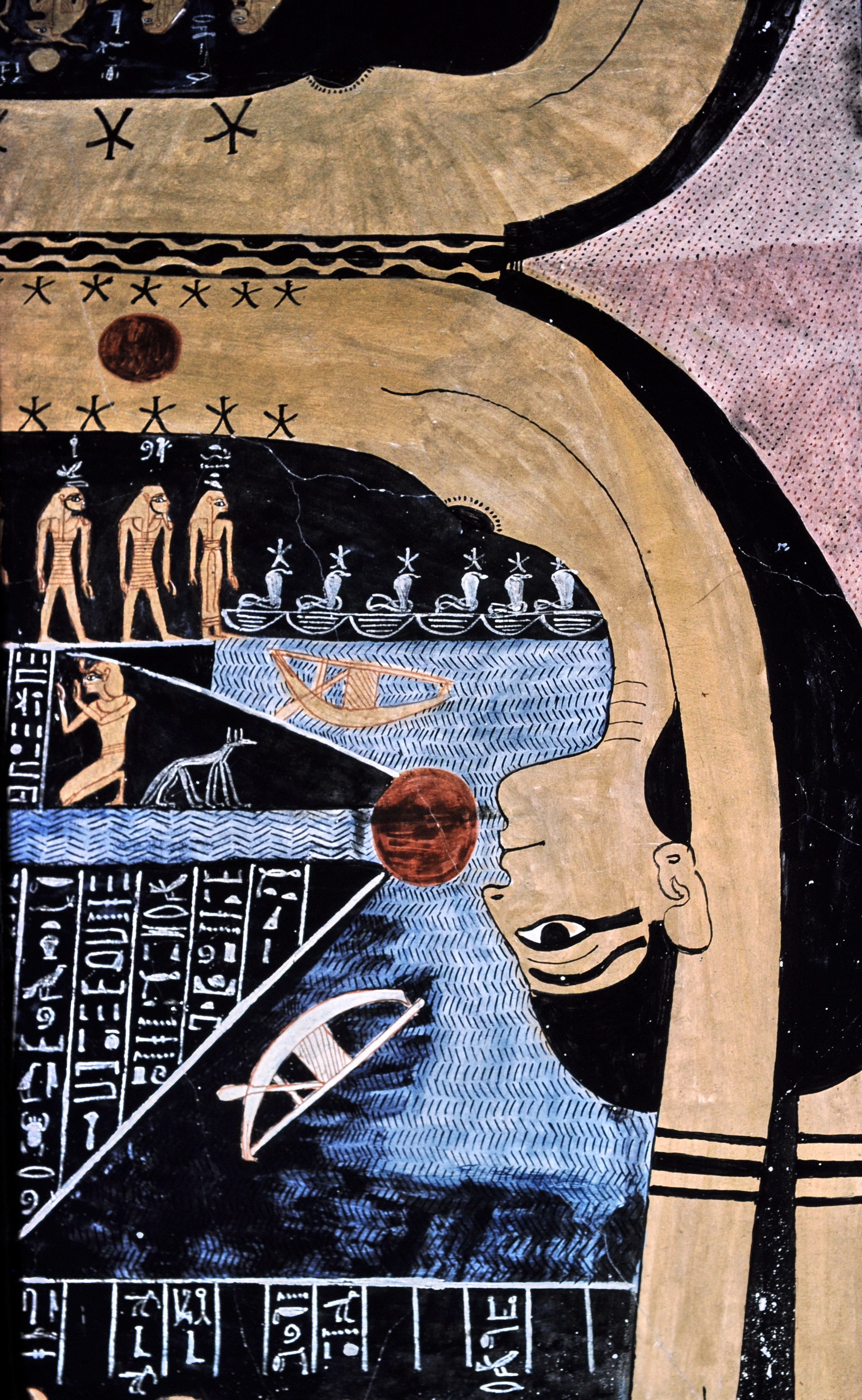
250pxالإلهة نوت في المساء، رسم على حائط مقبرة رمسيس السادس.

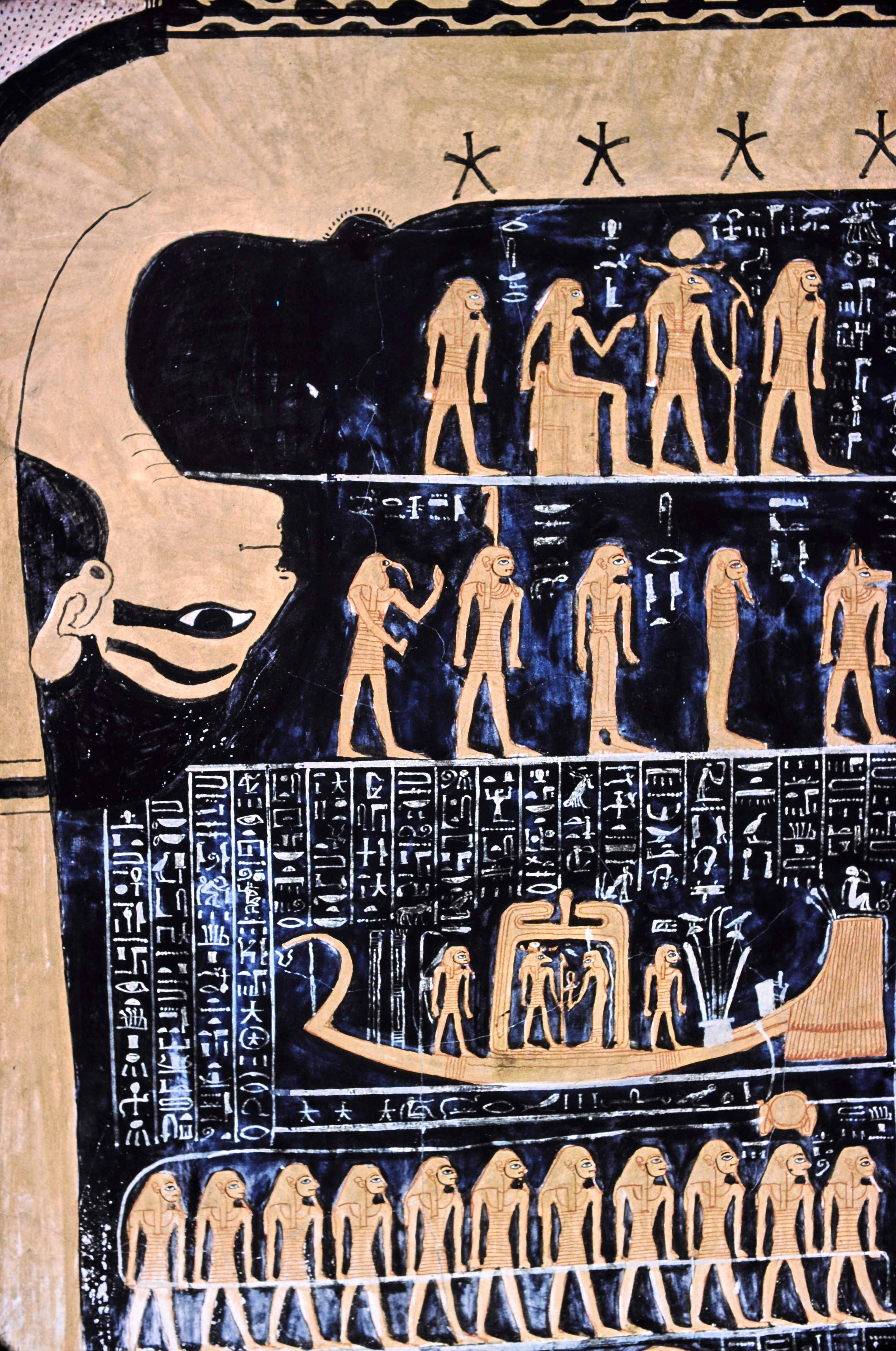
الإلهة نوت في الصباح، رسم على حائط مقبرة رمسيس السادس.

اتخذت الإلهة نوت مركزا مهما في طقوس الموتى لدى قدماء المصريين. وهي تقترن بطريقة مباشرة بالاعتقاد في البعث والحياة الآخرة للميتين، حيث يرتفعون إلى جسدها بعد الموت. وقد أنجبت لأخيها وزوجها في نفس الوقت جب الأربعة آلهة أوزيريس وإيزيس ونيفتيس وست وجميعهم لهم طقوسهم الدينية والتعامل مع الموتي لدى قدماء المصريين.
كما كان المصري القديم يعتبر أن نوت هي إلهة الموتى. وتمثل في نصوص الأهرام بأنها البقرة الشافية، وحامية الأموات وقت رحيلهم إلى ألآخرة، وكانت تذكر وترسم في داخل تابوت الميت. واختلط دور نوت في أواخر عصر الفراعنة كثيرا بدور حتحور كسيدة شجرة الجميز المقدسة، التي تقدم للميت الأكل والشراب، كما كانت حتحور تمثل أيضا كآلهة السماء.

## اقرأ أيضا
- نوو
- أوزوريس
- حورس
- حتحور
- سث
- اسطورة إيزيس وأوزوريس
- إيزيس
- جب
- قائمة الآلهة المصرية
- رع